# رالف باور
رالف باور (بالألمانية: Ralf Bauer)‏ (و. 1966  م) هو ممثل، ومقدم تلفزيوني ألماني، ولد في كارلسروه.

## وصلات خارجية
- رالف باور على موقع IMDb (الإنجليزية)
- رالف باور على موقع مونزينجر (الألمانية)
- رالف باور على موقع ألو سيني (الفرنسية)
- رالف باور على موقع ميوزك برينز (الإنجليزية)
- رالف باور على موقع أول موفي (الإنجليزية)
- رالف باور على موقع قاعدة بيانات الأفلام السويدية (السويدية)
- رالف باور على موقع ديسكوغز (الإنجليزية)
- رالف باور على موقع قاعدة بيانات الفيلم (الإنجليزية)
- رالف باور على موقع كينوبويسك (الروسية)